# Jan-Baptist Poukens
Jan-Baptist Poukens, (Maaseik, 12 juni 1882 – Antwerpen, 25 maart, 1962) was een Belgisch jezuïet en lid van het Ruusbroecgenootschap.

## Levensloop
Poukens volbracht de Latijns-Griekse humaniora in het college van de kruisheren in Maaseik. Hij behaalde vervolgens de kandidatuur in de wijsbegeerte en letteren en trad toe tot de orde van de jezuïeten. Hij studeerde verder wijsbegeerte en theologie in Oudenbroek en Valkenburg. Daarop doctoreerde hij aan de Katholieke Universiteit Leuven met een proefschrift gewijd aan Latijnse inschriften in Afrika. Nadien begon hij zich toe te leggen op vergelijkende godsdienstwetenschappen.
Priester gewijd in 1914 was hij, bij het uitbreken van de Eerste Wereldoorlog actief als aalmoezenier bij de soldaten van de forten rond Namen.
Hij werd vervolgens hoogleraar en verbleef enkele jaren in Leuven. In 1925 verhuisde hij naar Antwerpen en was een van de vier stichters van het Ruusbroecgenootschap. Hij werd secretaris en verantwoordelijke voor de bibliotheek van het genootschap.

## Humor
Toen een Franstalige confrater zich aan hem voorstelde als Père Vilain Quatorze (zijn ware naam), stelde Poukens zich op zijn beurt voor als Père Pou Quinze.

## Publicaties
Zijn levenswerk was een vertaling uit het Grieks van het Nieuwe Testament met voetnoten, uitgegeven in 1948. Hij probeerde hierbij trouw te zijn aan de grondtekst.
- Pour l’histoire du mot « sacramentum » : Les anténicéens. I Met Joseph de Ghellinck; Spicilegium sacrum Lovaniense, 1924 (392 blz.)
- Onze Lieve Vrouw van Gratie oorzaak onzer blijdschap: historisch overzicht Hasselman-van Buyten, 1937 (44 blz.)
- Ons bovennatuurlijk leven, Universum, 1938. Met Carolus De Smedt en M. Verheylezoon
- Jan van Ruusbroec: Werken, Ruusbroec-Genootschap, Antwerpen, 1944
- Werken: Het Rijcke der Ghelieven. Die Gheestelike Brulocht. I. 1. 2, Volume 1 met Léonce Reypens, Lannoo, Tielt, 1944 (262 blz.)
- De Heilige Evangeliën en de Handelingen der Apostelen, 1948 (tweede uitgave 1960)
- Syntaxe des inscriptions latines d’Afrique, Université Catholique de Louvain, 1912. 99 blz.
- De Vlaamsche en Groot-Nederlandsche beweging (boekbespreking) p. 535–541, in: Streven, Jaargang 5. De Vlijt, Antwerpen 1937-1938
- De geschiedenis van België, Standaard-Boekhandel, 1961 (372 blz.)